# Bytjärnen (Frostvikens socken, Jämtland)
Bytjärnen är en sjö i Strömsunds kommun i Jämtland och ingår i Ångermanälvens huvudavrinningsområde. Bytjärnen ligger i Frostvikenfjällen Natura 2000-område.